# Шведска на Светском првенству у атлетици у дворани 2018.
Шведска је на 17. Светском првенству у атлетици у дворани 2018. одржаном у Бирмингему од 1. до 4. марта учествовала седамнаести пут, односно учествовала је на свим првенствима до данас. Репрезентацију Шведске представљало је 14 такмичара (6 мушкарца и 8 жена), који су се такмичили у 11 дисциплина (4 мушке и 7 женских).,
На овом првенству такмичари Шведске нису освојили ниједну медаљу. Такмичари Шведске оборили су 2 лична рекорда и поставили 4 најбоља лична резултата сезоне.
У табели успешности према броју и пласману такмичара који су учествовали у финалним такмичењима (првих 8 такмичара) Шведска је са 3 учесника у финалу делила 30. место са 7 бодова.
| Плас. | Земља   | 1. место | 2. место | 3. место | 4. место | 5. место | 6. место | 7. место | 8. место | Бр. финал. | Бод. |
| ----- | ------- | -------- | -------- | -------- | -------- | -------- | -------- | -------- | -------- | ---------- | ---- |
| =30.  | Шведска | 0        | 0        | 0        | 0        | 0        | 1        | 2        | 0        | 3          | 7    |

## Учесници
| Мушкарци: - Одајн Росе — 60 м - Остин Хамилтон — 60 м - Андреас Крамер — 800 м - Кале Берглунд — 1.500 м - Арманд Дуплантис — Скок мотком - Мелкер Сверд Јакобсон — Скок мотком | Жене: - Мераф Бахта — 1.500 м, 3.000 м - Лин Нилсон — 1.500 м - Елин Вестерлунд — 60 м препоне - Софи Ског — Скок увис - Ерика Кинси — Скок увис - Ангелика Бенгстон — Скок мотком - Кади Сагнија — Скок удаљ - Фани Рос — Бацање кугле |  |

## Резултати

### Мушкарци
| Атлетичар             | Дисциплина  | Лични рекорд | Квалификације | Квалификације | Полуфинале           | Полуфинале           | Финале                | Финале       | Детаљи |
| Атлетичар             | Дисциплина  | Лични рекорд | Резултат      | Место         | Резултат             | Место                | Резултат              | Место        | Детаљи |
| --------------------- | ----------- | ------------ | ------------- | ------------- | -------------------- | -------------------- | --------------------- | ------------ | ------ |
| Одајн Росе            | 60 м        | 6,62         | 6,75 КВ       | 2. у гр. 1    | 6,74                 | 6. у гр. 2           | Није се квалификовао  | 22 / 49 (52) |        |
| Остин Хамилтон        | 60 м        | 6,63         | 7,35          | 7. у гр. 3    | Није се квалификовао | Није се квалификовао | Није се квалификовао  | 47 / 49 (52) |        |
| Андреас Крамер        | 800 м       | 1:46,86      | 1:47,21       | 4. у гр. 1    |                      |                      | Нису се квалификовали | 8 / 15       |        |
| Кале Берглунд         | 1.500 м     | 3:37,69 НР   | 3:46,61       | 6. у гр. 2    | 11 / 19 (24)         |                      | Нису се квалификовали |              |        |
| Арманд Дуплантис      | Скок мотком | 5,88 НР      |               |               |                      |                      | 5,70                  | 7 / 15       |        |
| Мелкер Сверд Јакобсон | Скок мотком | 5,78         | 5,70          | 9 / 15        |                      |                      |                       |              |        |

### Жене
| Атлетичарка       | Дисциплина   | Лични рекорд | Квалификације | Квалификације | Полуфинале | Полуфинале   | Финале                | Финале       | Детаљи |
| Атлетичарка       | Дисциплина   | Лични рекорд | Резултат      | Место         | Резултат   | Место        | Резултат              | Место        | Детаљи |
| ----------------- | ------------ | ------------ | ------------- | ------------- | ---------- | ------------ | --------------------- | ------------ | ------ |
| Лин Нилсон        | 1.500 м      | 4:07,71      | 4:10,36       | 6. у гр. 3    |            |              | Није се квалификовала | 15 / 25 (26) |        |
| Мераф Бахта       | 1.500 м      | 4:04,89      | 4:22,40 кв    | 8. у гр. 2    | 4:23,05    | 10 / 25 (26) |                       |              |        |
| Мераф Бахта       | 3.000 м      | 8:42,46 НР   |               |               |            |              | 9:05,94               | 12 / 14      |        |
| Елин Вестерлунд   | 60 м препоне | 8,20         | 8,36          | 8. у гр. 3    |            |              | Није се квалификовала | 34 / 36 (37) |        |
| Софи Ског         | Скок увис    | 1,94         |               |               |            |              | 1,84                  | 10 / 13      |        |
| Ерика Кинси       | Скок увис    | 1,93         | 1,84          | 7 / 13        |            |              |                       |              |        |
| Ангелика Бенгстон | Скок мотком  | 4,70 НР      | 4,50 ЛРС      | 11 / 12       |            |              |                       |              |        |
| Кади Сагнија      | Скок удаљ    | 6,85         | 6,64          | 6 / 13        |            |              |                       |              |        |
| Фани Рос          | Бацање кугле | 18,13 НР     | 17,23         | 13 / 15       |            |              |                       |              |        |